# Jaama (Alutaguse)
Koordinaten: 59° 2′ N, 27° 43′ O
Jaama ist ein Dorf (estnisch küla) in der Landgemeinde Alutaguse (bis 2017 Illuka). Es liegt im Kreis Ida-Viru (Ost-Wierland) im Nordosten Estlands.

## Beschreibung und Geschichte
Jaama liegt fünfzig Kilometer von der Stadt Jõhvi entfernt. Das Dorf hat 65 Einwohner (Stand 2011).
Es wurde 1583 erstmals urkundlich erwähnt. Damals trug das Dorf den Namen Vihtse bzw. Vihtitsa. Er ist wotischen Ursprungs. Später trug der Ort den Namen Jaema. 1782 wohnten dort 239 Menschen.

## Orthodoxe Kirche
Die dem heiligen Nikolaus geweihte russisch-orthodoxe Kirche von Jaama (russisch Нарвский Воскресенский кафедральный собор) wurde am 13. August 1904 geweiht. Ihr Architekt war Wladimir Lunski. Während des Zweiten Weltkriegs wurde die Kirche zerstört. Bis zu ihrem Wiederaufbau 1991 fanden die Gottesdienste in einer Kapelle auf dem Gelände des örtlichen Friedhofs statt.
Das Gotteshaus ist heute der Estnischen Orthodoxen Kirche des Moskauer Patriarchats (Moskva Patriarhaadi Eesti Õigeusu Kirik) unterstellt.

## Asyl-Aufnahmelager
Jaama liegt nahe der russisch-estnischen Grenze. In dem Dorf befindet sich das estnische Aufnahmelager für Asylbewerber. Es wurde im Mai 2000 eingeweiht und ist dem estnischen Sozialministerium unterstellt. Das Aufnahmelager hat eine Kapazität für maximal 35 Flüchtlinge und Asylsuchende.